# Nyíradony

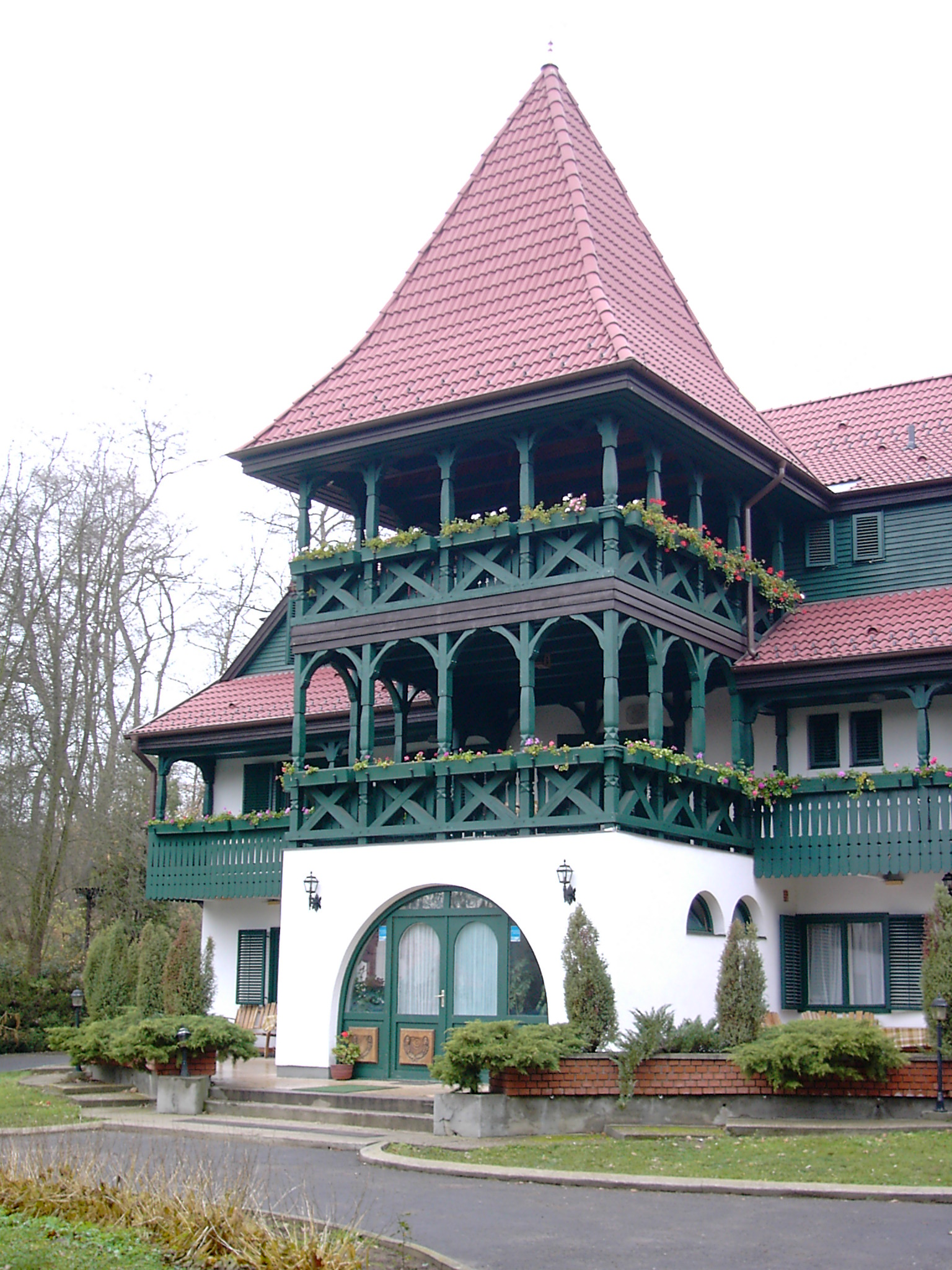
Jaktslott i Nyíradony.

Nyíradony är en mindre stad i Ungern med 7 559 invånare (2020).